# Nationalpark Andringitra
Der Nationalpark Andringitra (französisch: Parc National Andringitra) ist ein Schutzgebiet und Nationalpark in der Region Haute Matsiatra von Madagaskar. Er umfasst eine Fläche von 311,6 km². Der Park hat rund 15.000 Einwohner, kennzeichnend für ihn sind dichte Bergwälder und Prärien. 2007 wurde das Areal als Teil des Regenwalds von Atsinanana zum Weltnaturerbe erhoben.
Seit 1927 hatte das Gebiet bereits den Status als Reserve Naturelle Integrale, erst 1999 wurde daraus ein Nationalpark. Er befindet sich im Andringitra-Gebirge.